# Je m’appelle Barbra
Je m’appelle Barbra — восьмой студийный альбом Барбры Стрейзанд, выпущенный на лейбле Columbia Records в октябре 1966 года. Большую часть альбома Стрейзанд исполняет на французском языке. Альбом занял 5-е место в альбомном чарте США Billboard 200 и был сертифицирован RIAA как золотой 24 апреля 2002 года спустя 36 лет с выпуска альбома. Этот альбом стал последним для Стрейзанд, попавшим в топ-10 альбомного чарта вплоть до 1971 года, когда Stoney End занял 10-е место.

## Об альбоме
Je m’appelle Barbra стал началом удивительного и долгого сотрудничества Барбры с известным французским композитором Мишелем Леграном. «Нас познакомил мой друг и будущий агент Нэт Шапиро», рассказывал Легран в буклете своего альбома 2013 года Anthology. «[Шапиро] в то время работал на Columbia Records в то время, а Барбра только закончила запись двух своих альбомов под названием My Name Is Barbra. Они думали о записи третьего альбома с таким именем, но на французском языке — Je m’appelle Barbra. Ей тогда было всего двадцать четыре года. Каждый вечер мы встречались с ней в её гримерной на Бродвее — она в то время работала в мюзикле „Смешная девчонка“ — и работали до поздней ночи. Эта запись, включающая невероятную версию песни „Once Upon a Summertime“, положил начало нашей крепкой дружбе и сотрудничеству. С волшебством её тембра, её чистого тона и того дара передавать через песни эмоции, Барбра Стрейзанд навсегда останется исключительной исполнительницей».
Продюсер Je m’appelle Barbra Этторе Стратта вспоминал: «Я продюсировал в то время записи ориентированных на Европу американских артистов, поющих на иностранном языке. Тогда же и появилась идея, что мы сделаем EP — из четырёх песен — с Барброй, исполняющей песни на французском языке. А затем проект развился до такой точки — Стрейзанд была настолько довольна и рада, в то же время она встречает Мишеля [Леграна], она влюбляется в него — в его музыку, его аранжировки, всё остальное — что мы расширили эту маленькую идею и записали целую пластинку».
Стрейзанд начала исполнять новый французский материал во время её летнего тура 1966 года. Она представила песни со сцены: «Специально для вас. Я очень хотела бы исполнить три новые песни, которые будут выпущены на моём новом альбоме под названием Je m’appelle Barbra. Фактически, это два альбома. Один я записала полностью на французском языке, а другой — на английском и французском языках… и сейчас я хотела бы спеть эти песни для вас — если я, конечно, смогу вспомнить слова».
Когда альбом был выпущен в октябре 1966 года, стало ясно, что он был сокращен до одного диска. Как бы то ни было, у Стрейзанд всё ещё было огромное количество записанного материала.
Песни «Non C’est Rien», «Les Enfants Qui Pleurent», «Et La Mer» и «Le Mur» были выпущены в Европе на мини-альбоме Barbra Streisand En Francais в июле 1966 года.
Другая песня с сессий к этому альбому, «Look», стала би-сайдом сингла Барбры «Stout-Hearted Men», который вышел в июне 1967 года.

## Запись альбома
Мишель Легран рассказывал о Стрейзанд и происхождении этого проекта: «Я впервые встретил Барбру поздней ночью, после окончания „Смешной девчонки“. У неё было маленькое пианино, прямо у неё в гримёрке. Над альбомом мы работали каждую ночь, после окончания её выступления. Обычно мы заканчивали в четыре-пять утра. Иногда она невыносима, очень требовательна. Но если она за что-то борется, это всегда приводит к лучшему результату. Когда же она дома со „своими“ людьми, которым не важен её статус или успех, она обычная маленькая девочка».
Сама Стрейзанд также с нежностью вспоминает этот релиз: «Je m’appelle Barbra? — О, я люблю эту пластинку, ведь для неё я впервые написала свою песню — „Ma Premiere Chanson“. Я в то время работала над этим французским альбомом со многими людьми, в том числе Эдди Марнеем, прекрасным, дорогим мне человеком — он занимался текстами песен. Так что я просила его, чтобы он написал лирику для сочиненной мной музыки».
Je m’appelle Barbra был записан в периоде между 1965—1966 годами. Известны следующие сессии записи альбома:
16 ноября 1965 года, студия неизвестна
- «Clopin Clopant»
- «Speak to Me of Love» (неизданная альтернативная версия, с аранжировкой Леграна)
- «Non, C’est Rien»
- «Martina»
- «Les Enfants Qui Pleurent» (французская версия «Martina»)
- «Look»
- «Et La Mer» (французская версия «Look»)
- «Le Mur»

13 января 1966 года, студия Studio A (799 7th Avenue, Нью-Йорк)
- «C’est Si Bon»
- «What Now My Love» †
- «Autumn Leaves» (неизданная версия, записанная при участии альтиста Эмануэля Варди[англ.])
- «Once Upon a Summertime»
- «La Valse des Lilas» (французская версия «Once Upon a Summertime») †
- «Love and Learn»

† — данные песни не выпущены
20 марта 1966 года, студия Studio C (207 East 30th Street, Нью-Йорк)
- «Free Again»
- «I’ve Been Here»

14 сентября 1966 года, студия Studio C (207 East 30th Street, Нью-Йорк)
- «I Wish You Love» †
- «Qui Es-Tu?» (французская версия «Love and Learn») †
- «Et Maintenant» (французская версия «What Now, My Love?») †
- «Ma Premiere Chanson»
- «Speak to Me of Love»
- «Parlez-Moi D’amour» (французская версия «Speak to Me of Love») †
- «Que Reste-T-Il De Nos Amours» (французская версия «I Wish You Love») †

† — данные песни, аранжированные Рэйем Эллисом не выпущены
14 октября 1966 года, студия Studio A (799 7th Avenue, Нью-Йорк)
- «I Wish You Love»
- «What Now My Love»
- «Clopin Clopant» (французская версия) †
- «Les Feuilles Mortes» (французская версия «Autumn Leaves») *

† — данные песни, аранжированные Рэйем Эллисом не выпущены
Сессия от 14 октября 1966 года стала последним использованием студии Studio A на 799 7th Avenue в Нью-Йорке. После этого, студия была закрыта, а артисты Columbia Records стали записываться на 49 East 52nd Street.

## Продвижение и коммерческие показатели
Альбом дебютировал в чарте США Billboard 200 19 ноября 1966 года, достигнув своего пика на 5 позиции. Провёл в чарте 29 недель. Спустя почти 36 лет после релиза, Je m’appelle Barbra был сертифицирован как золотой 24 апреля 2002 года.
В рамках промокампании альбома было выпущено два сингла. Первый, «Non C’est Rien» / «Le Mur» вышел в июле 1966 года и содержал ранее изданную на альбоме Color Me Barbra «Non C’est Rien» и новую песню «Le Mur» — французскую версию песни «I’ve Been Here». Ни одна из песен не имела успеха в Америке, так и не попав в чарт Billboard Hot 100.
В качестве второго сингла в сентябре 1966 года были выпущены песни «Free Again» / «I’ve Been Here». «Free Again» — англоязычная версия песни «Non C’est Rien», французскую лирику к которой написал Мишёл Джордан. «I’ve Been Here» была написана Шарлем Дюмоном и Мишелем Вокэром специально для Эдит Пиаф. Оригинальный французский текст песни (песня называлась «Le Mur») — о Берлинской стене («Они построили большую серую стену…стену ненависти, стену страха»). Дюмон и Вокэр долго не решались отдавать песню Стрейзанд, даже после смерти Пиаф в 1963 году. Эрл Шуман написал для Стрейзанд новый англоязычный текст, сменив суть песни — теперь это песня об уверенности и самостоятельности. Французская версия песни «Le Mur» в конечном итоге была записана и попала на альбом Je m’appelle Barbra. Сингл дебютировал в Billboard Hot 100 15 октября 1966 года на 89 месте. На четвёртой неделе нахождения в чарте, он достиг своей пик-позиции — № 83. В общей сложности в топ-100 сингл провел 4 недели.

## Обложка альбома
Фотографию для обложки Je m’appelle Barbra снял Ричард Аведон. Две фотографии Стрейзанд с этой фотосессии появились впервые в декабрьском выпуске журнала Harper’s Bazaar в 1965 году.
Это была первая работа Стрейзанд с Ричардом Аведоном. В тот день они создали множество красивых фотографий, в том числе фотосет со Стрейзанд, носящей браслеты из папье-маше; фотосет со Стрейзанд, касающейся своего носа; а также ещё четыре фотосета со Стрейзанд в широкополой испанской шляпе — эти фотографии были впервые представлены в буклете альбома Just for the Record… 1991 года.

## Список композиций
| №  | Название              | Автор(ы)                                                  | Длительность |
| -- | --------------------- | --------------------------------------------------------- | ------------ |
| 1. | «Free Again»          | Джосс Базелли, Арман Канфора, Роберт Колби, Мишель Журдан | 3:43         |
| 2. | «Autumn Leaves»       | Жозеф Косма, Джонни Мерсер, Жак Превер                    | 2:50         |
| 3. | «What Now My Love»    | Жильбер Беко, Пьер Деланоэ, Карл Сигман                   | 2:41         |
| 4. | «Ma première chanson» | Эдди Марней, Барбра Стрейзанд                             | 2:19         |
| 5. | «Clopin Clopant»      | Бруно Кокатрикс, Пьер Дудан, Кермит Гоэль                 | 3:10         |
| 6. | «Le Mur»              | Шарль Дюмон, Мишель Вокер                                 | 2:34         |

| №  | Название                 | Автор(ы)                                                | Длительность |
| -- | ------------------------ | ------------------------------------------------------- | ------------ |
| 1. | «I Wish You Love»        | Альберт А. Бич, Лео Шолиак                              | 3:01         |
| 2. | «Speak to Me of Love»    | Жан Ленуар, Брюс Сивир                                  | 2:52         |
| 3. | «Love and Learn»         | Норман Гимбел, Мишель Легран, Эдди Марней               | 2:29         |
| 4. | «Once Upon a Summertime» | Эдди Барклай, Мишель Легран, Эдди Марней, Джонни Мерсер | 3:37         |
| 5. | «Martina»                | Мишель Легран, Хэл Шейпер                               | 2:21         |
| 6. | «I’ve Been Here»         | Шарль Дюмон, Эрл Шуман, Мишель Вокер                    | 2:31         |

## Barbra Streisand En Français
Barbra Streisand En Français — мини-альбом Барбры Стрейзанд, выпущенный на лейбле Columbia Records в июле 1966 года.

### Об альбоме
Летом 1966 года Этторе Стратта объединился со Стрейзанд для записи эксклюзивного EP на французском языке, для последующего выпуска на европейских рынках. Барбра была настолько довольна получившимся результатом, что данный проект был развит до полноценного альбома — Je m’appelle Barbra.
Barbra Streisand En Français был выпущен в Европе на 7-дюймовой пластинке в июле 1966 года. На мини-альбоме были представлены четыре песни, некоторые из которых в итоге не были включены в альбом Je m’appelle Barbra.
Песня «Non C’est Rien» впервые была выпущена в начале 1966 года на альбоме Color Me Barbra.
«Les enfants qui pleurent» — франкоязычная версия песни «Martina», выпущенной на альбоме Je m’appelle Barbra.
«Et la mer» — франкоязычная версия песни «Look», записанной для альбома Je m’appelle Barbra, но не попавшей в финальный трек-лист. Английская версия «Look» была впервые издана в следующем году, как би-сайд сингла «Stout-Hearted Men».
Последняя песня на мини-альбоме — «Le mur» — появилась на альбоме Je m’appelle Barbra вместе с англоязычной версией «I’ve Been Here».
Фотографии для оформления альбома сделал Филипп Халсман в 1965 году, дома у Стрейзанд в Манхэттене.

### Список композиций
1. «Non C’est Rien» (Мишель Журдан, Арман Канфора, Джозеф Базиле) — 3:27
2. «Les enfants qui pleurent» (Мишель Легран, Хэл Шейпер) — 2:21
3. «Et la mer» (Мишель Легран, Хэл Шейпер) — 2:21
4. «Le mur» (Шарль Дюмон, Мишель Вокер) — 2:34